# ハナヒゲウツボ
ハナヒゲウツボ（鼻髭鱓、花髭鱓） Rhinomuraena quaesita （英: Ribbon eel）は、ウナギ目ウツボ科に分類される魚類。本種のみでハナヒゲウツボ属 Rhinomuraena を構成する。ウツボ類の中でも特に鮮やかな体色と鼻先の肉質突起が特徴である。

## 分布
インド洋から西太平洋の熱帯海域に広く分布し、日本では南西諸島に分布する。

## 形態

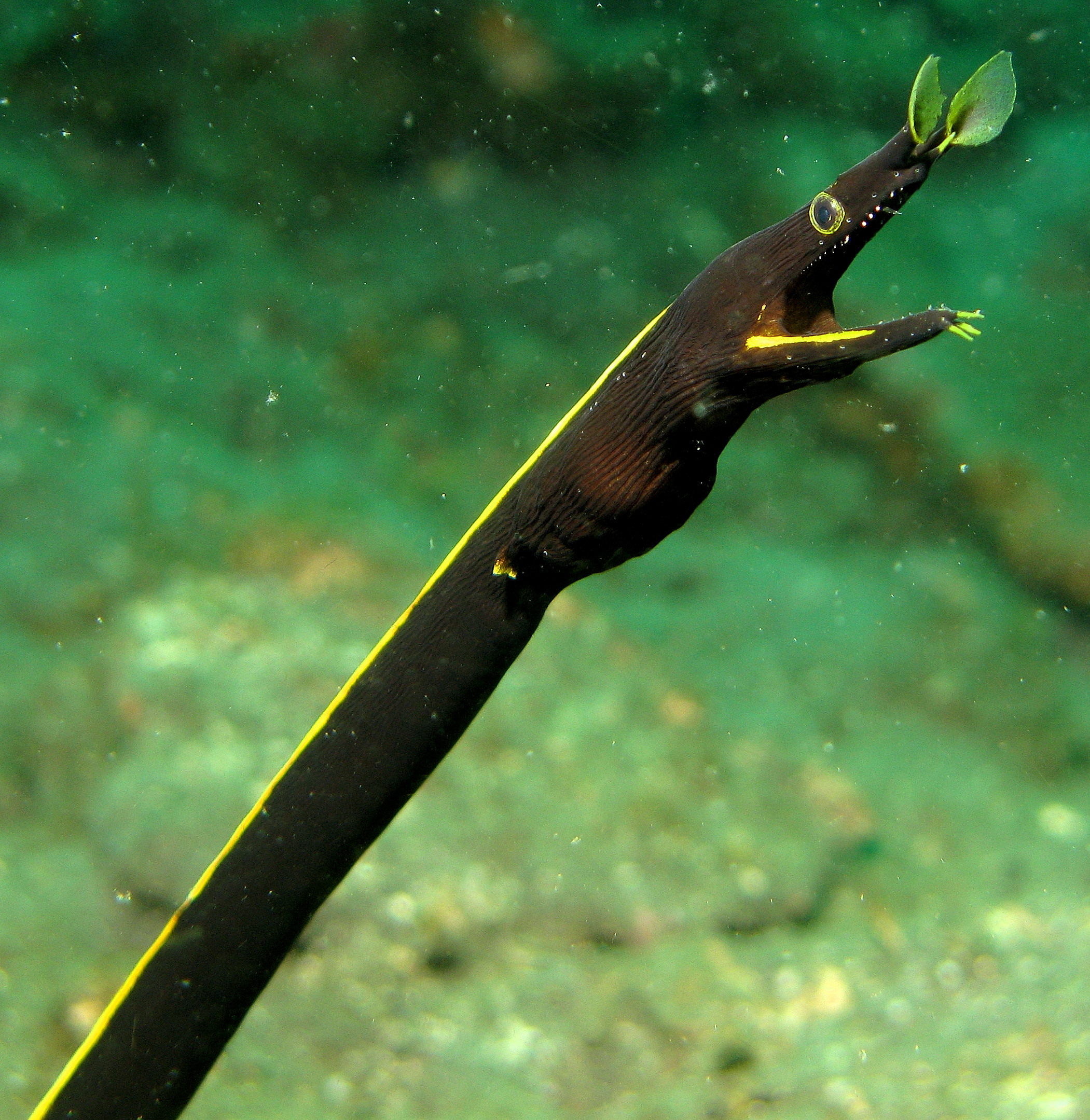
幼魚。体色は黒色と黄色。以前は成魚とは別種だと思われていた。

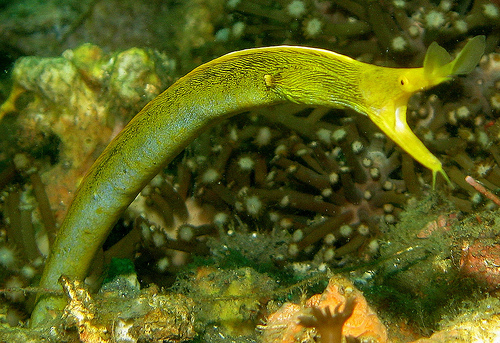
雌。体色はほぼ黄色となるが体後部に青い部分が残る。

最大で全長130cmに達する。体は前後に細長い円筒形だが、他のウツボ類よりも比較的細長い体型をしている。片側に2つある鼻孔のうち、前の鼻孔が管状に伸び、さらに管の先端が花びら状に開く。「ハナヒゲウツボ」の和名はここに由来する。また、この他にも上下の顎に細い肉質突起があり、髭のように見える。
体色が成長と共に変化することと、雄性先熟の性転換を行うことが知られている。幼魚や未成熟魚では体色は黒色であるが、成魚になると体色が鮮やかな青色に変化し、鼻先から背鰭が黄色になる。この時までは雄であるが、さらに成長すると雌となり体の大部分が黄色となる。ただし雌の観察例は少ない。
また、腎臓と生殖巣が肛門より後方にあるが、これは他の脊椎動物には見られない特徴である。

## 生態
海面から水深50mほどまでの、浅海のサンゴ礁や岩礁に生息する。砂底に掘った穴か、岩の隙間を巣にしており、顔だけを出して巣にもぐりこむ。通常は単独で生活するが、同じ巣穴に2匹-3匹が同居することもある。食性は肉食性で、おもに小魚を捕食する。餌を捕食する際や敵を威嚇する際には巣穴から半身を乗り出すが、全身を出した状態が観察されることはほとんどない。
しかしながら、熟練ダイバーは、「巣穴からでて、他の巣穴に移動する時の全身の姿」をときどき観察している。

## 人との関わり
人には危害を加えない。インドネシアなどで観賞魚として漁獲されているが、分布域が広いことからIUCNは保全状況を軽度懸念としている。ウツボ類の中では比較的おとなしいことと、体色が鮮やかなこともありスキューバダイビングなどでは観察や撮影の対象として人気がある。水族館でもよく飼育される。